# 웰컴 투 스포츠
《웰컴 투 스포츠》는 MBC TV에서 매주 목요일 오전 12시 35분에 방송 중인 스포츠 정보 프로그램이다.

## 기획 의도
다양한 스포츠 소식을 전달하는 스포츠 정보 프로그램

## MC

### 메인
- 이선영 MBC 아나운서

### 서브
- 박소영 MBC 아나운서

## 코너
- 상암동 빅마우스 매치 '더비더비' : 스포츠 전문가들의 대담한 토크. 스포츠 팬들의 관심사, 논란의 사건, 사고 등에 대한 그들의 생각은?
- 비하인드 컷 : 내 최애 선수의 모습을 경기장 직관처럼 TV로 보자!
- 로드 투 직관 : 스포츠는 뭐니 뭐니해도 직관이지! 경기 직관에 대한 모든 궁금증을 풀어주는 ‘스린이’의 좌충우돌 직관 투어 방랑기
- 스포츠 랭킹 맛집 미슐랭킹 : 스포츠 아카이브 랭킹 쇼
- 스포츠 놀리지 (knowledge) : 우리가 몰랐던 스포츠 역사, 기술, 문화 등 폭넓은 지식을 알아보는 시간

## 지역 방송국 프로그램
| 방송 채널  | 방송 권역 | 프로그램        | 방송 시간                                  |
| ---------- | --------- | --------------- | ------------------------------------------ |
| 여수MBC TV | 전라남도  | 문화콘서트 난장 | 매주 목요일 오전 12시 35분 ~ 오전 1시 35분 |

## 경쟁 프로그램
- 스포츠 투나잇 (SBS TV)